# Investigation (chaîne de télévision)
Pour les articles homonymes, voir Investigation.
Investigation, s'identifiant au lancement sous le nom Canal D/Investigation, est une chaîne de télévision québécoise spécialisée appartenant à Bell Media et lancée le 12 décembre 2013. Canal D et Investigation sont actuellement deux chaînes séparées. Investigation diffuse des documentaires, des docu-réalités et de la fiction sur les thèmes de la justice et de la criminalistique : enquêtes, fraudes, arnaques et espionnage.

## Histoire
Le 10 août 2011, Astral Media obtient une licence auprès du CRTC pour le service Investigation.
Le 16 mars 2012, Bell Canada (BCE) annonce son intention de faire l'acquisition d'Astral Média, y compris Investigation, pour 3,38 milliards de dollars. La transaction a été refusée par le CRTC. Bell Canada a alors déposé une nouvelle demande le 4 mars 2013, qui a été approuvée le 27 juin 2013.
Le 14 novembre 2013, Bell Media annonce que la chaîne sera lancée le 12 décembre 2013 exclusivement aux abonnés de Bell Télé et Bell Fibe TV, et le 19 décembre 2013 aux abonnés de Cogeco. Le 1er mai 2014, la chaîne devient disponible aux abonnés de Vidéotron.
En 2021, Investigation est intégré au site noovo.ca, où ses émissions peuvent être visionnées.

## Programmation
Lors du dévoilement de la programmation, il est annoncé qu'aucune émission d'investigation diffusée sur Canal D ne sera transférée ou diffusée sur Investigation, et que celle-ci ne diffusera aucune série télévisée.

### Émissions originales
- Amour Fatal
- Opération Police
- Crime sur le vif
- Qui a tué Marie-Josée?
- Femme, je te tue[6]
- Léo-Paul Dion, confessions d’un tueur
- SAS : Section agressions sexuelles
- J'ai engagé un tueur
- Décompte mortel
- Justice en direct
- Meurtre chez les amish
- Des gens très méchants
- L'Amour après la prison
- Jumeaux diaboliques
- Monstres à l’américaine

### Émissions doublées
- 48 Heures pour un crime
- Au bout de la peur
- Campus PD
- Casino Confidentiel
- Ces crimes qui ont choqué le monde
- Crime 360 (en)
- Dans la peau d'un fugitif
- DEA : Lutte Antidrogue
- Démoniaques
- Disparus
- Le Dernier Témoin
- Des crimes presque parfaits
- Douanes sous haute surveillance
- L'Enfer Carcéral
- Facultés affaiblies
- Frontières sous haute surveillance
- Gangland
- Histoires de Gangsters
- Je connais mon assassin
- Les Mormons
- Pink Panthers : Les Braqueurs du Siècle
- La Piste du sang
- Police en Alaska
- Le Port de l'Amérique
- Pourquoi j'ai épousé ce c…?
- Premières Médicolégales
- Les Stars de la Mafia
- Steven Seagal : Au Service de la Loi (en) (Steven Seagal: Lawman)
- Suspens
- Les Yakusas